# The 12" Collection
The 12" Collection är ett samlingsalbum av det brittiska rockbandet Queen, utgivet 1992.

## Låtlista
1. "Bohemian Rhapsody" - Mercury - 5:58
2. "Radio Ga Ga" (Extended Version) - Taylor - 6:53
3. "Machines (Or 'Back to Humans')" (12" Instrumental) - Taylor/May - 5:08
4. "I Want to Break Free" (Extended Mix) - Deacon - 7:19
5. "It's a Hard Life" (12" Extended) - Mercury - 5:05
6. "Hammer to Fall" (The Headbanger's Mix) - May - 5:23
7. "Man on the Prowl" (Extended Version) - Mercury - 6:04
8. "A Kind of Magic" (Extended Version) - Taylor - 6:25
9. "Pain Is So Close to Pleasure" (12" Version) - Mercury/Deacon - 6:01
10. "Breakthru" (Extended Version) - Queen - 5:44
11. "The Invisible Man" (12" Version) - Queen - 5:30
12. "The Show Must Go On" - Queen - 4:34